# Dolní Lhota (okres Zlín)
Obec Dolní Lhota se nachází v okrese Zlín ve Zlínském kraji. Žije zde 701 obyvatel.

## Pamětihodnosti
- Venkovský dům s mlýnicí - po sněhové kalamitě se propadla střecha, dům byl poté zbourán majitelem a na pozemku je nyní parkoviště autoservisu
- Kříž a pomník padlým z I. světové války
- Kostel Panny Marie Karmelské - výstavba kostela byla zahájena v roce 2006, vysvěcen v roce 2014

## Galerie

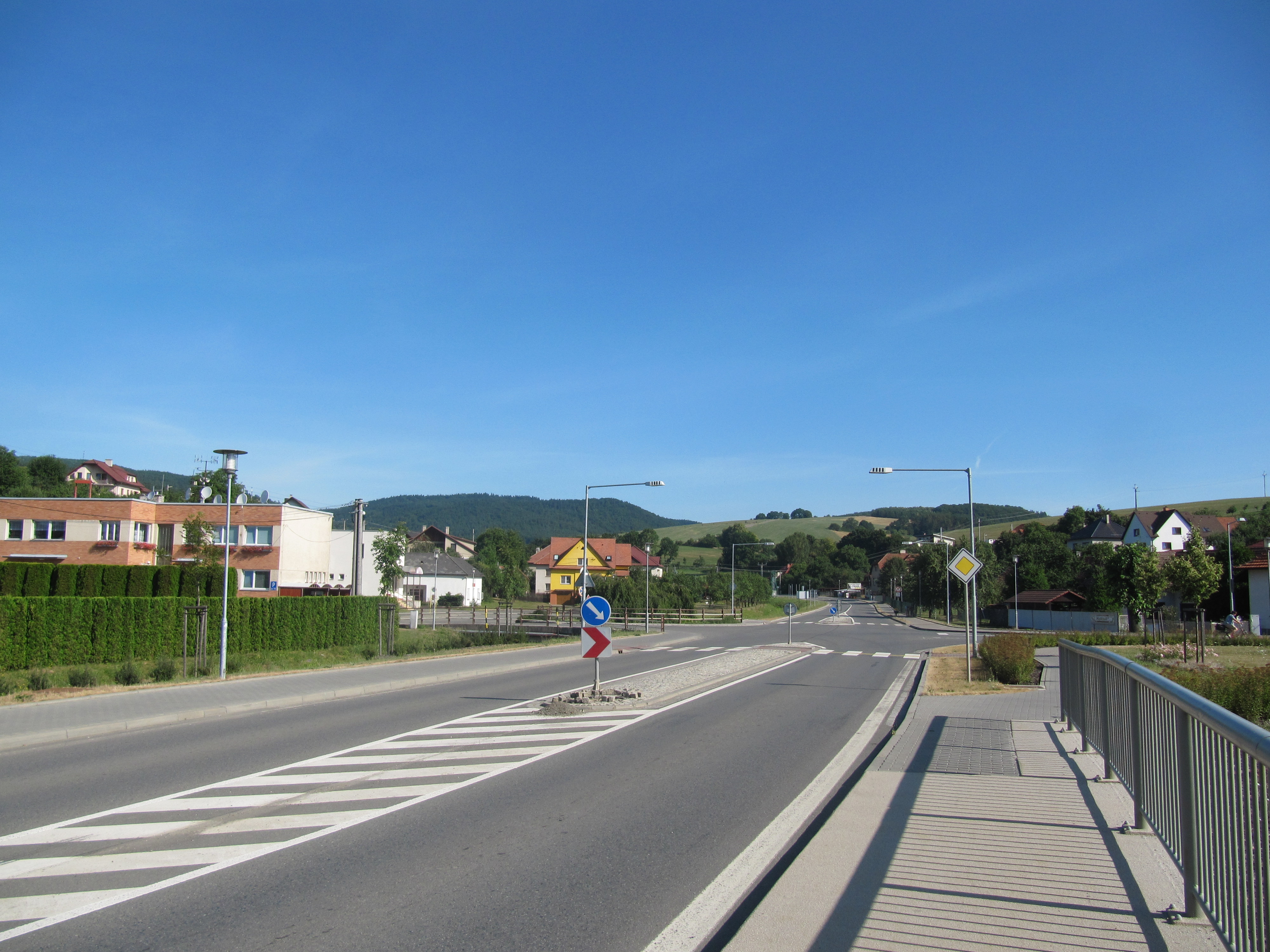
Hlavní křižovatka
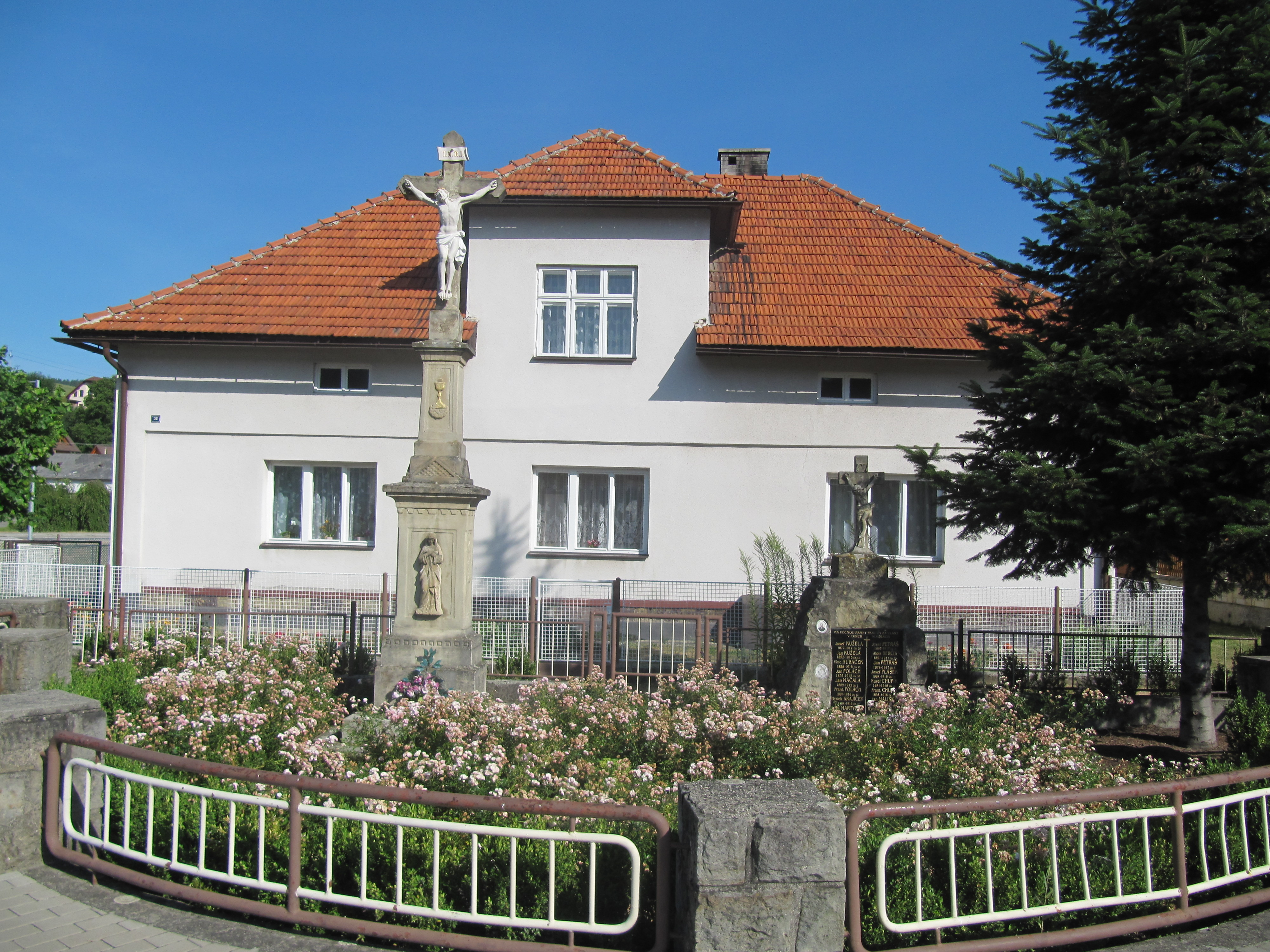
Kříž a pomník padlým
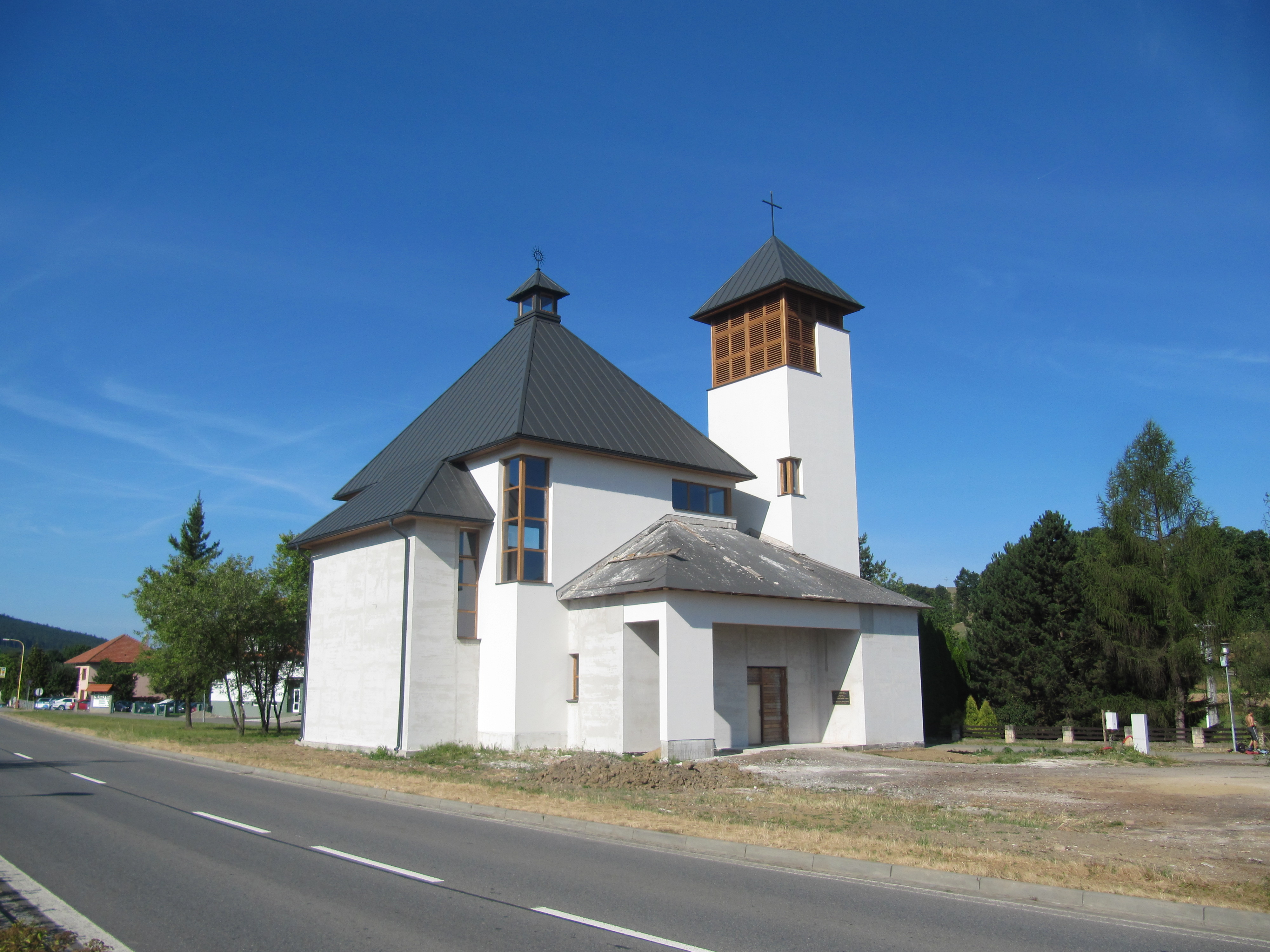
Novodobý kostel Panny Marie Karmelské
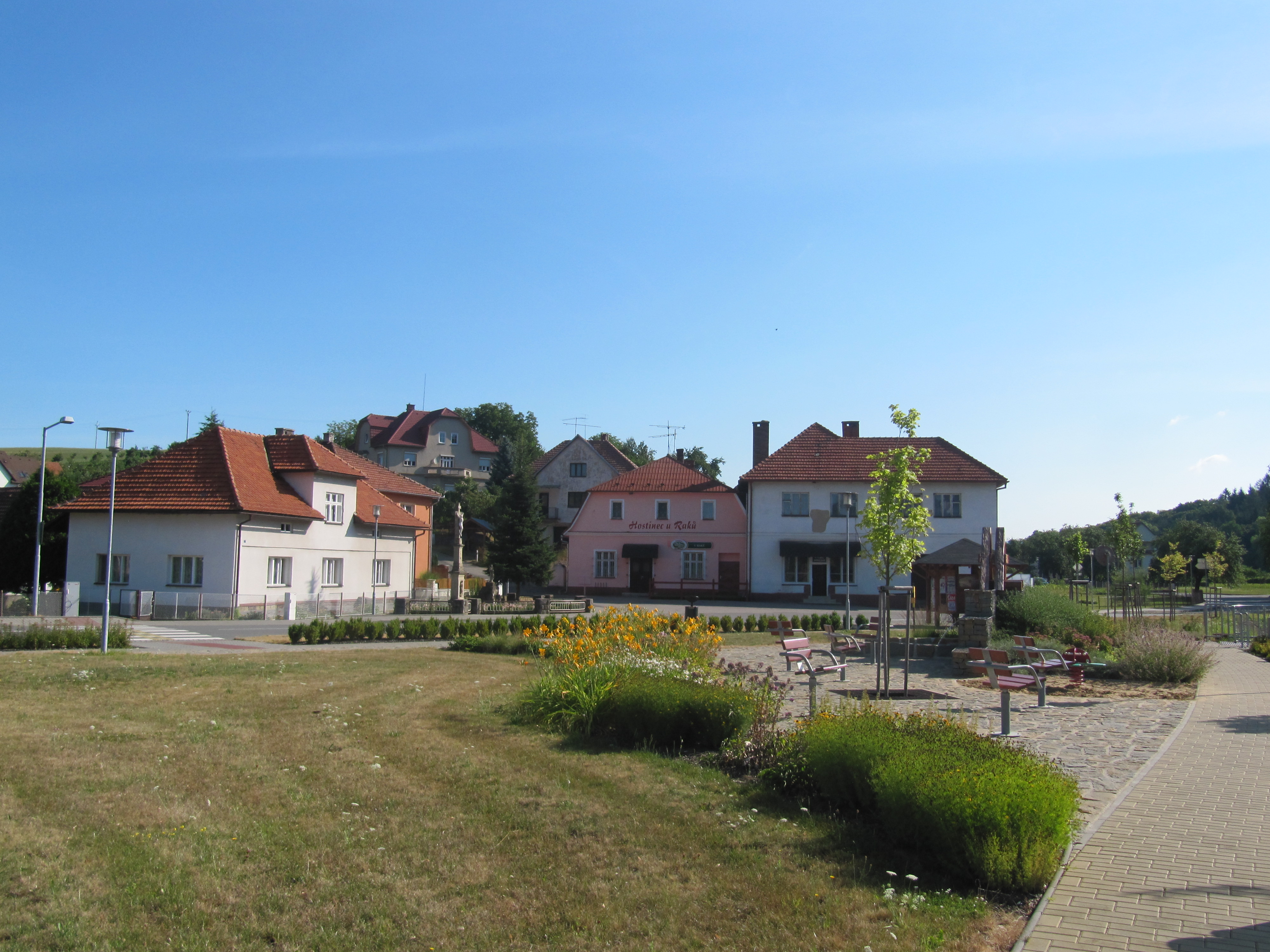
Náves s Hostincem u Raků
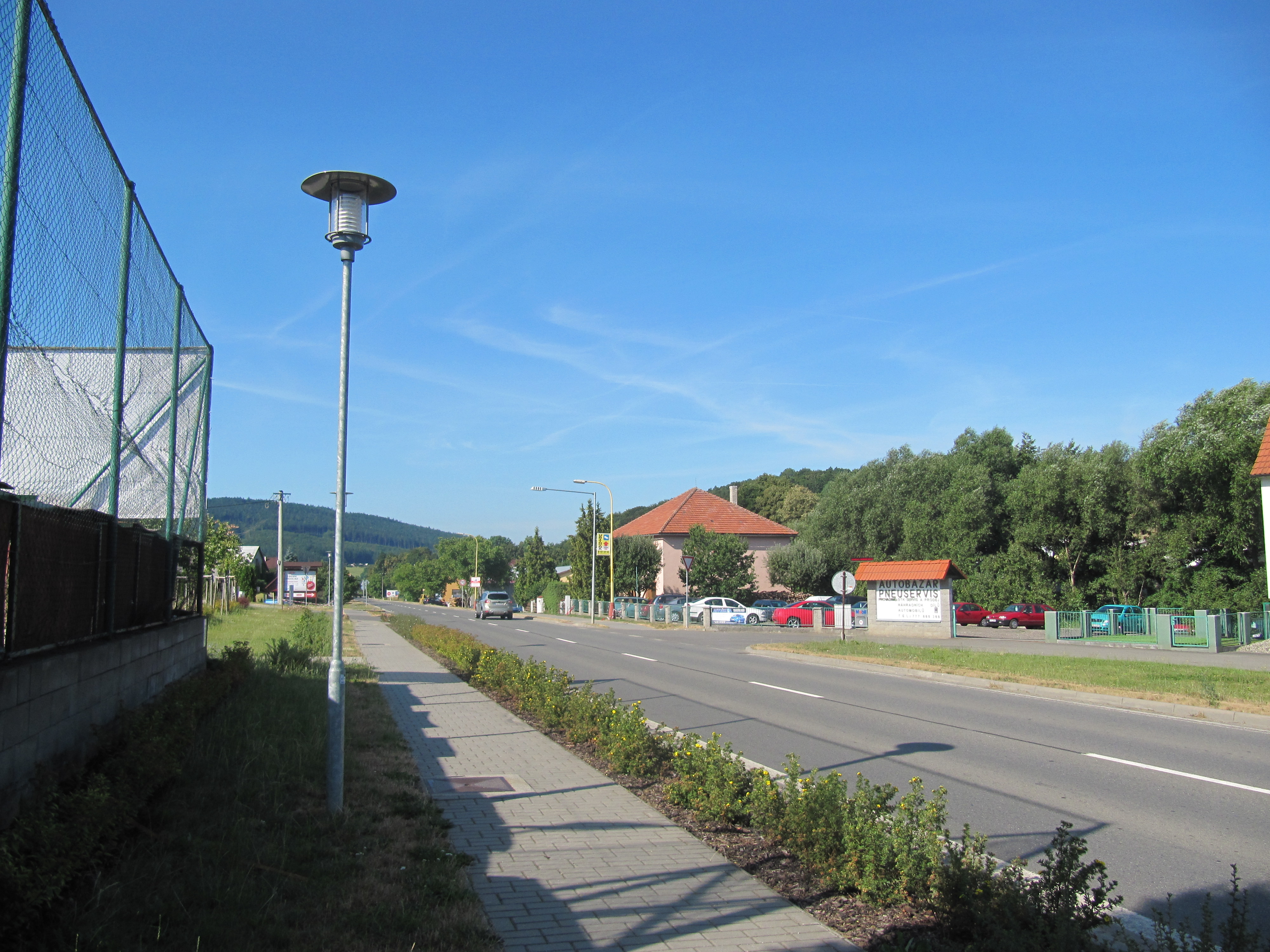
Hlavní cesta, pohled směrem k Luhačovicím